# 大屯海
大屯海，又称大屯海水库，是中国云南省红河哈尼族彝族自治州蒙自市雨过铺街道和个旧市大屯街道之间的一座湖泊，因湖畔旁为大屯镇（今大屯街道）而得名。位于沙甸河上，与长桥海相邻，其水库建于1966年。湖泊蓄水量为2700万立方米，集雨面积为285平方千米，海拔为1285.05米。

## 历史
大屯海位于蒙自以西的大屯壩内，旧名矣皮草海，又名鲤海。是一个地表水向洼处汇集而成的湖，为古湖残迹。原有水面24平方公里:62。湖中盛產海草、鯉魚，味道鮮美，供給蒙自、箇舊兩地民眾食用。
|                              | 鯉海，舊名矣皮草海，在（蒙自）縣西三十里為大屯海，千頃汪洋，海岸陂陀開田，曰海底田，屯人即海心處築台建樓閣。其中產海菜，魚肥美。 |
| ——《蒙自县志·方舆山川·十五》 | |

在1921年个碧石铁路通车以前，大宗商品进出个旧都需要在滇越铁路的碧色寨站卸货，然后由牛车运至大屯海边，再装船经大屯海运至大屯镇等地。
民国二十五年(1936) ，大屯海与长桥海原有水道因修嘉铭河而隔断。1965年4月建大屯海北坝、西坝，水面缩小为17.6平方公里，成为容量3000万立方米的中型水库。

## 人文
大屯海中央有一座建于清光绪十三年（1887年）的龙王阁，每年渔民都会在此举行庙会。

## 污染整治
受个旧锡矿工业影响，大屯海污染严重，水质劣于Ⅴ类标准。2009年更遭受严重的砷污染，抽检水样砷含量为0.96mg/L，超出国家标准的96倍。
2017年11月27日至12月11日，云南省委、省政府第三环境保护督察组对红河哈尼族彝族自治州开展环境保护督察，大屯海污染被列为发现问题之一。